# 穆舍羅特山

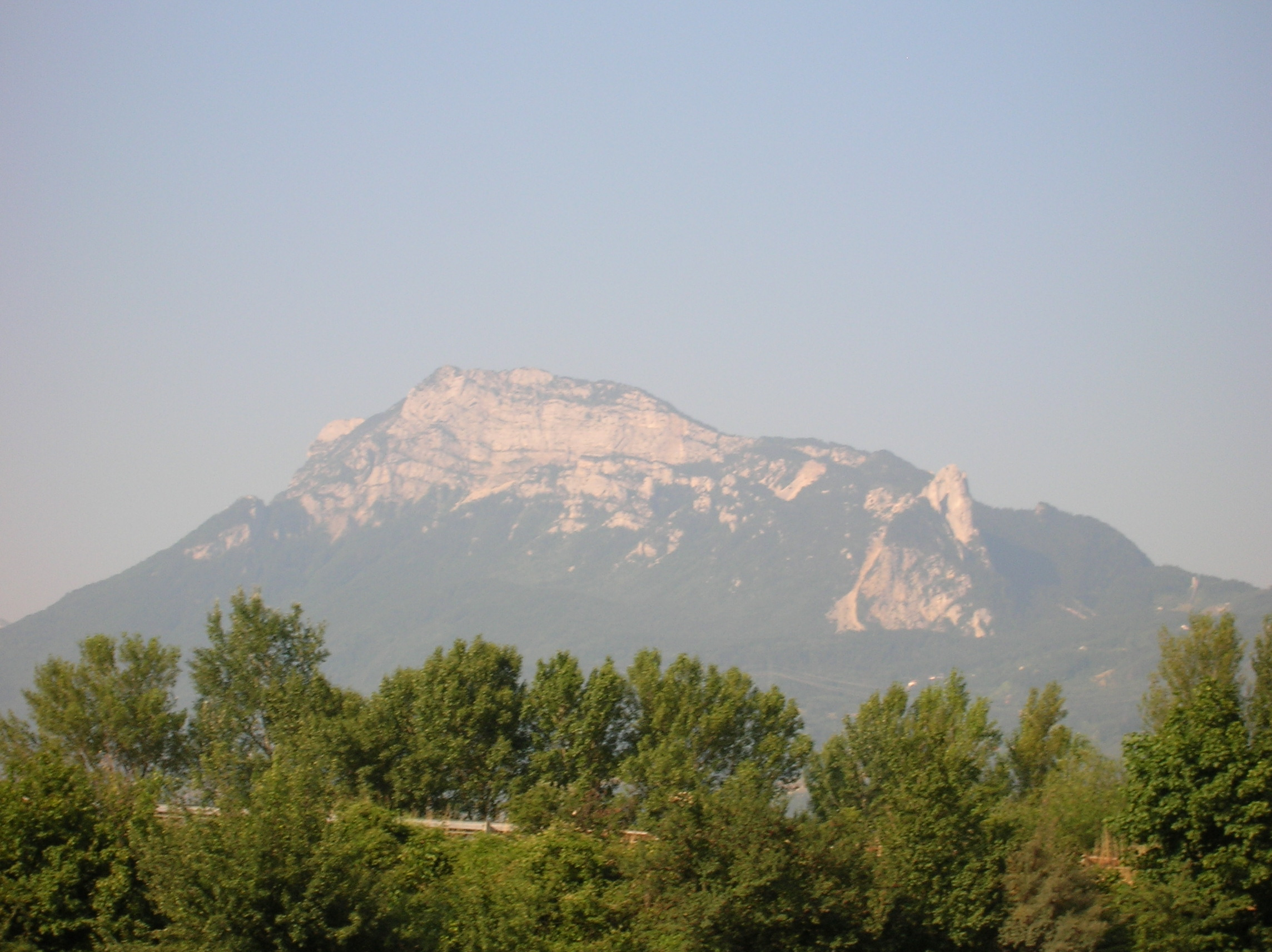

45°08′52″N 05°38′21″E / 45.14778°N 5.63917°E
穆舍羅特山（法語：Le Moucherotte），是法國的山峰，位於該國東南部，由羅訥-阿爾卑斯大區負責管轄，屬於韋科爾山系的一部分，海拔高度1,901米，每年平均降雨量1,581毫米。